# Pressehaus Rheinische Post
Das Pressehaus Rheinische Post ist ein Hochhaus im Düsseldorfer Stadtteil Heerdt, das die Redaktion der Rheinischen Post beherbergt.

## Lage
Das Pressehaus Rheinische Post liegt im Düsseldorfer Stadtbezirk 04, im Stadtteil Heerdt, im Westen der Landeshauptstadt. Unmittelbar im Norden des Gebäudes verläuft die A52.

## Geschichte
Im Jahr 1992 bezog die Redaktion das Pressehaus und verließ damit die alte Redaktion am Martin-Luther-Platz, deren denkmalgeschützte Fassade allerdings erhalten blieb. Dort entstanden später die Schadow-Arkaden, die heute unter anderem als Redaktionssitz der Lokalredaktion der Rheinischen Post verwendet werden.